# Этьен, Тайсон
Тайсон Этьен (англ. Tyson Etienne, род. 17 сентября 1999, Энглвуд, Нью-Джерси) — американский профессиональный баскетболист, выступающий за клуб НБА «Бруклин Нетс». Играет на позициях разыгрывающего защитника и атакующего защитника.

## Профессиональная карьера
После того, как Этьен не был выбран на драфте НБА 2022 года, 22 октября 2022 года он подписал контракт с «Колледж-Парк Скайхокс».
10 сентября 2024 года Этьен подписал контракт с «Бруклин Нетс», но на следующий день был отчислен. 27 октября он присоединился к «Лонг-Айленд Нетс». 4 марта 2025 года после стабильно сильных выступлений в течение всего сезона в Джи-Лиге «Бруклин Нетс» и Этьен договорились о двустороннем контракте.

## Личная жизнь
Его отец, Макс Этьен, играл в баскетбол за «Мэриленд Террапинс». Его мать, Анита Гибсон, была номинирована на премию Эмми в категории гримёр. Этьен — племянник бывшего игрока НБА Маркуса Кэмби и актера Омари Хардвика. Этьен двоюродный брат игрока НБА Деандре Джордана. Друг детства Этьена Армони Секстон был застрелен в 2015 году, и Этьен играет в баскетбол в его честь.

## Статистика

### Статистика в НБА
| Сезон                                                                                    | Команда | Регулярный сезон | Регулярный сезон | Регулярный сезон | Регулярный сезон | Регулярный сезон | Регулярный сезон | Регулярный сезон | Регулярный сезон | Регулярный сезон | Регулярный сезон | Регулярный сезон | Серия плей-офф | Серия плей-офф | Серия плей-офф | Серия плей-офф | Серия плей-офф | Серия плей-офф | Серия плей-офф | Серия плей-офф | Серия плей-офф | Серия плей-офф | Серия плей-офф |
| Сезон                                                                                    | Команда | GP               | GS               | MPG              | FG%              | 3P%              | FT%              | RPG              | APG              | SPG              | BPG              | PPG              | GP             | GS             | MPG            | FG%            | 3P%            | FT%            | RPG            | APG            | SPG            | BPG            | PPG            |
| ---------------------------------------------------------------------------------------- | ------- | ---------------- | ---------------- | ---------------- | ---------------- | ---------------- | ---------------- | ---------------- | ---------------- | ---------------- | ---------------- | ---------------- | -------------- | -------------- | -------------- | -------------- | -------------- | -------------- | -------------- | -------------- | -------------- | -------------- | -------------- |
| 2024/25                                                                                  | Бруклин | 7                | 0                | 21,6             | 32,7             | 29,5             | 80,0             | 1,3              | 1,7              | 0,4              | 0,1              | 7,9              | Не участвовал  | Не участвовал  | Не участвовал  | Не участвовал  | Не участвовал  | Не участвовал  | Не участвовал  | Не участвовал  | Не участвовал  | Не участвовал  | Не участвовал  |
|                                                                                          | Всего   | 7                | 0                | 21,6             | 32,7             | 29,5             | 80,0             | 1,3              | 1,7              | 0,4              | 0,1              | 7,9              | Не участвовал  | Не участвовал  | Не участвовал  | Не участвовал  | Не участвовал  | Не участвовал  | Не участвовал  | Не участвовал  | Не участвовал  | Не участвовал  | Не участвовал  |
| Наведите курсор мыши на аббревиатуры в заголовке таблицы, чтобы прочесть их расшифровку. |         |                  |                  |                  |                  |                  |                  |                  |                  |                  |                  |                  |                |                |                |                |                |                |                |                |                |                |                |

### Статистика в Джи-Лиге
| Сезон                                                                                    | Команда               | Регулярный сезон | Регулярный сезон | Регулярный сезон | Регулярный сезон | Регулярный сезон | Регулярный сезон | Регулярный сезон | Регулярный сезон | Регулярный сезон | Регулярный сезон | Регулярный сезон | Серия плей-офф | Серия плей-офф | Серия плей-офф | Серия плей-офф | Серия плей-офф | Серия плей-офф | Серия плей-офф | Серия плей-офф | Серия плей-офф | Серия плей-офф | Серия плей-офф |
| Сезон                                                                                    | Команда               | GP               | GS               | MPG              | FG%              | 3P%              | FT%              | RPG              | APG              | SPG              | BPG              | PPG              | GP             | GS             | MPG            | FG%            | 3P%            | FT%            | RPG            | APG            | SPG            | BPG            | PPG            |
| ---------------------------------------------------------------------------------------- | --------------------- | ---------------- | ---------------- | ---------------- | ---------------- | ---------------- | ---------------- | ---------------- | ---------------- | ---------------- | ---------------- | ---------------- | -------------- | -------------- | -------------- | -------------- | -------------- | -------------- | -------------- | -------------- | -------------- | -------------- | -------------- |
| 2022/23                                                                                  | Колледж-Парк Скайхокс | 47               | 3                | 17,1             | 38,2             | 33,6             | 78,8             | 1,4              | 1,6              | 0,5              | 0,1              | 6,6              | Не участвовал  | Не участвовал  | Не участвовал  | Не участвовал  | Не участвовал  | Не участвовал  | Не участвовал  | Не участвовал  | Не участвовал  | Не участвовал  | Не участвовал  |
| 2023/24                                                                                  | Колледж-Парк Скайхокс | 37               | 28               | 25,3             | 44,0             | 35,9             | 77,8             | 2,7              | 3,6              | 0,7              | 0,3              | 10,5             | Не участвовал  | Не участвовал  | Не участвовал  | Не участвовал  | Не участвовал  | Не участвовал  | Не участвовал  | Не участвовал  | Не участвовал  | Не участвовал  | Не участвовал  |
| 2024/25                                                                                  | Лонг-Айленд Нетс      | 48               | 48               | 34,5             | 46,4             | 41,8             | 79,4             | 3,1              | 3,5              | 1,4              | 0,2              | 17,2             | Не участвовал  | Не участвовал  | Не участвовал  | Не участвовал  | Не участвовал  | Не участвовал  | Не участвовал  | Не участвовал  | Не участвовал  | Не участвовал  | Не участвовал  |
|                                                                                          | Всего                 | 132              | 79               | 25,7             | 44,0             | 38,5             | 78,9             | 2,4              | 2,9              | 0,9              | 0,2              | 11,5             | Не участвовал  | Не участвовал  | Не участвовал  | Не участвовал  | Не участвовал  | Не участвовал  | Не участвовал  | Не участвовал  | Не участвовал  | Не участвовал  | Не участвовал  |
| Наведите курсор мыши на аббревиатуры в заголовке таблицы, чтобы прочесть их расшифровку. |                       |                  |                  |                  |                  |                  |                  |                  |                  |                  |                  |                  |                |                |                |                |                |                |                |                |                |                |                |

### Статистика в NCAA
| Сезон | Команда      | Conf  | Class | GP | GS | MPG  | FG%  | 3P%  | FT%  | RPG | APG | SPG | BPG | PPG  |
| --- | ------------ | ----- | ----- | -- | -- | ---- | ---- | ---- | ---- | --- | --- | --- | --- | ---- |
| 2019/20 | Уичито Стэйт | AAC   | FR    | 31 | 17 | 24,6 | 37,6 | 38,8 | 80,0 | 2,1 | 1,4 | 1,2 | 0,1 | 9,4  |
| 2020/21 | Уичито Стэйт | AAC   | SO    | 22 | 22 | 33,8 | 37,1 | 39,2 | 75,7 | 3,4 | 2,5 | 1,0 | 0,1 | 16,3 |
| 2021/22 | Уичито Стэйт | AAC   | SO    | 27 | 26 | 34,3 | 35,9 | 32,6 | 76,8 | 2,9 | 2,0 | 1,1 | 0,0 | 14,9 |
| Всего | Всего        | Всего | Всего | 80 | 65 | 30,4 | 36,7 | 36,4 | 77,2 | 2,7 | 1,9 | 1,1 | 0,1 | 13,2 |
| Наведите курсор мыши на аббревиатуры в заголовке таблицы, чтобы прочесть их расшифровку Статистика приведена с сайта sports-reference.com |              |       |       |    |    |      |      |      |      |     |     |     |     |      |